# Bernard Schütz
Bernard Schütz (15. listopadu 1878 Lukavec – 18. srpna 1958 Mariánské Lázně) byl český továrník, zakladatel cukrářské firmy Mellekta, výrazný představitel pardubické Židovské obce a po druhé světové válce také její starosta.

## Život

### Původ a rodina
Narodil se v roce 1878 v domě č.p. 121 v Lukavci Jakobu Schützovi a jeho ženě Marii. Pekařskému řemeslu se učil v 90. letech 19. století v Lukavci, později se ve Vídni učil výrobě trvanlivého pečiva. V roce 1902 se v Praze oženil s Emilií roz. Löwyovou, s níž se v roce 1903 přestěhoval do Pardubic.

### Založení společnosti
V Pardubicích si otevřel pekařství a výrobnu Macesů (speciálních židovských nekvašených chlebů). V roce 1905 se stal členem výboru místní Židovské náboženské obce. O několik let později roku 1913 se jeho pekařství rozšířilo o výrobu perníků, marcipánu a sucharů. K 1. květnu 1914 pak založil firmu Mellekta, jejíž slibný rozvoj přibrzdila první světová válka. Během války jeho firma zajišťovala výrobu sucharů pro vojenskou správu. Po válce v roce 1919 přešlo pekařství na normální výrobu, zaměstnávalo na šedesát pracovníků a dalších čtyřicet bylo nabíráno vždy jednou za půl roku na výrobu macesů. V této době byl společně s ním ve vedení podniku jeho syn Karel Schütz a později i zeť Robert Steiner. V roce 1933 byl celkový majetek firmy odhadován na asi 500 000 Kčs s 72 zaměstnanci. Specialitou Mellekty byl medový a marcipánový perník, společně s výrobou čokoládové polevy. Ve znaku firmy byl zobrazen motiv z městské heraldiky – erb s pardubickým půlkoněm. Schützův perník se řadil do kategorie luxusního zboží určeného zejména pro vývoz (např. do Spojeného království) a jeho příprava prý trvala až čtyři měsíce.

### Druhá světová válka
Na počátku druhé světové války byla jeho firma dle nařízení říšského protektora o židovském majetku v létě 1939 svěřena do rukou vnuceného správce Rudolfa Mezera a na začátku roku 1943 zlikvidována. Na jaře roku 1942, tedy o půl roku dříve než ostatní pardubičtí židé, byl Bernard Schütz spolu s manželkou povolán do transportu do Terezína, kde mu bylo nakázáno zřídit pekárnu na výrobu chleba pro celé ghetto. Tuto pekárnu vedl až do 17. května 1945. Útrapy tábora v Terezíně přežil spolu s manželkou nejspíše zásluhou jeho zaměstnání nepostradatelném pro chod ghetta. Po válce se do Pardubic vrátil s podlomeným zdravím. Trpěl kornatěním cév, kožním ekzémem a také zánětem srdečního svalu.

### Po válce
Po válce Bernard Schütz nárokoval náhradu válečných škod nejen za sebe a Mellektu, ale také za svou dceru Editu a zetě Roberta Steinerovy, kteří válku nepřežili. Ještě v roce 1945 se také stal starostou obnovené židovské obce. Ve funkci inicioval mimo jiné stavbu památníku obětí holokaustu na pardubickém židovském hřbitově. Jeho slavnostní odhalení proběhlo 5. září 1948 a přihlíželo mu asi 700 osob. Dokončení pomníku se bohužel nedožila Schützova manželka Emílie, která zemřela 7. srpna 1948. Bernard Schütz se v roce 1949 v Kolíně podruhé oženil s Helenou Eisnerovou. Zemřel v roce 1958 v Mariánských Lázních, pochován je na pardubickém židovském hřbitově. Po jeho smrti byla pardubická židovská obec zrušena a místo ní byl vytvořen synagogální sbor podřízený pražské židovské obci.